# Sorbiers (Loira)
 Sorbiers  es una población y comuna francesa, situada en la región de Ródano-Alpes, departamento de Loira, en el distrito de Saint-Étienne y cantón de Saint-Héand.

## Demografía
| 2638 | 3648 | 5464 | 6424 | 7101 | 7399 |
| Para los censos de 1962 a 1999 la población legal corresponde a la población sin duplicidades (Fuente: INSEE [Consultar]) |      |      |      |      |      |